# Chitala lopis
Chitala lopis är en fiskart som först beskrevs av Bleeker, 1851.  Chitala lopis ingår i släktet Chitala och familjen Notopteridae. IUCN kategoriserar arten globalt som livskraftig. Inga underarter finns listade i Catalogue of Life.